# Omanhene
Omanhene ist bei verschiedenen Akanvölkern Ghanas der Titel eines obersten, traditionellen Herrschers („Königs“) einer Region oder größeren Stadt. 
Die angelsächsische Übersetzung des Titels Omanhene ist Paramount Chief („Oberster Regent“). Er ist die zentrale Figur und Institution einer Nation. Zwar hat er heute keine offizielle Funktion im Staat Ghana, besitzt aber erhebliche öffentliche Autorität. Der Omanhene ist auch ein Großgrundbesitzer und Mittelpunkt eines Feudalsystems, der Land an „Caretakers“ verteilt.
Ein Omanhene wird von der Queen mother, der Mutter des Königs, bestimmt. Die Nachfolge verläuft also nach matriarchalischen Prinzipien. Eine Ausnahme bildete hiervon nur der Omanhene von Elmina (s. Geschichte Elminas).
Nicht bei allen Akanvölkern ist der Omanhene der oberste Herrscher. So erkennen die Aschanti beispielsweise als obersten traditionelle Herrscher den Asantehene an, dem lokal Omanhene untergeordnet sind. 
Der Wortbestandteil „hene“ findet sich dabei als Bezeichnung für „Herrscher“ auch in anderen Titeln der Völker Ghanas wieder. So ist der Herrscher der Dagomba Nordghanas, die nicht zu den Akanvölkern gehören, der Dagombahene usw.